# Soy (álbum de Ednita Nazario)
Soy es el nombre del 21°. álbum de estudio grabado por de la cantautora puertorriqueña Ednita Nazario, Fue lanzado al mercado bajo el sello discográfico Sony Music Latin el 27 de octubre de 2009, siendo uno de los álbumes más vendidos del año 2009, de la artista y de la música en español con venta de 5.3 millones de copias

## Lista de canciones
| Soy |                             |                                                                            |          |  |
| N.º | Título                      | Escritor(es)                                                               | Duración |  |
| 1.  | «Me voy»                    | Erika Ender · Jonathan Mead · Rafael Esparza-Ruíz                          | 3:50     |  |
| 2.  | «Sin querer»                | Rafael López · Samo                                                        | 3:51     |  |
| 3.  | «Déjame ser»                | Erika Ender · David Levitt · Víctor Indrizzo · Rafael Esperza-Ruiz         | 3:45     |  |
| 4.  | «Confesados»                | Tommy Torres                                                               | 4:06     |  |
| 5.  | «Sin pausas»                | Ednita Nazario · Rafael Esparza-Ruíz · Pedro Capó                          | 3:38     |  |
| 6.  | «Intoxicándome»             | Claudia Brant · Mark Portmann                                              | 3:50     |  |
| 7.  | «Dos eternidades»           | Nicole Witt · Cristian Zelles · Nick Carter · Gilles Godard · Andrew Fromm | 3:55     |  |
| 8.  | «Yo quiero más»             | Ednita Nazario · Rafael Esparza-Ruíz                                       | 3:36     |  |
| 9.  | «Soy cómo soy»              | Iker Gastaminza · Cristian Zelles                                          | 3:21     |  |
| 10. | «Mi libertad»               | Ednita Nazario · Jaime Ciero · Rafael Esparza-Ruíz                         | 3:26     |  |
| 11. | «Sé que voy a reír»         | Mauricio Gasca · Yoel Henríquez                                            | 3:14     |  |
| 12. | «La fuerza de un te quiero» | Claudia Brant · Mark Portmann                                              | 3:43     |  |

| Predecesor: Sin mirar atrás de David Bisbal | U.S. Billboard Top Latin Albums — Álbum N° 1 14 de noviembre de 2009 - 21 de noviembre de 2009 | Sucesor: Paraíso Express de Alejandro Sanz |

- Datos: Q7571963

]